# فيتالي ماندزيوك
فيتالي ماندزيوك (بالأوكرانية: Мандзюк Віталій Васильович)‏ (24 يناير 1986 بفيلاين في أوكرانيا - ) هو لاعب كرة قدم أوكراني في مركز الدفاع. شارك مع منتخب أوكرانيا تحت 19 سنة لكرة القدم ومنتخب أوكرانيا تحت 21 سنة لكرة القدم ومنتخب أوكرانيا لكرة القدم. أما مع النوادي، فقد لعب مع أرسنال كييف ودينامو كييف ونادي دنيبرو دنيبروبتروفسك وFC Dynamo-3 Kyiv ‏ وFC Dynamo-2 Kyiv ‏.

## وصلات خارجية
- فيتالي ماندزيوك على موقع الاتحاد الدولي (مؤرشف)  (الإنجليزية)
- فيتالي ماندزيوك على موقع الاتحاد الأوربي (الإنجليزية)
- فيتالي ماندزيوك على موقع اتحاد أوكرانيا (الإنجليزية)
- فيتالي ماندزيوك على موقع قاعدة بيانات كرة القدم.إي يو (الإنجليزية)
- فيتالي ماندزيوك على موقع ناشيونال فوتبول تيمز (الإنجليزية)
- فيتالي ماندزيوك على موقع Soccerbase.com (لاعب) (الإنجليزية)
- فيتالي ماندزيوك على موقع Soccerway.com (الإنجليزية)
- فيتالي ماندزيوك على موقع AS.com (الإسبانية)